# Butastur rufipennis
El busardo langostero (Butastur rufipennis) es un ave rapaz perteneciente a la familia Accipitridae, del orden Accipitriformes. Forma parte del  género Butastur junto con el Busardo alimfo (Butastur liventer), el Busardo carigrís (Butastur indicus) y el Busardo tisa (Butastur teesa), siendo el único residente en África. Su área de distribución abarca todo el continente desde el sur del Sáhara, hasta   Camerún, Ruanda y Burundi por el sur.
Mide entre 34 y 44 cm de longitud, su envergadura es de 92-106 cm y su peso varía entre los 300 y 400 gr. Las hembras suelen ser de mayor tamaño que los machos.

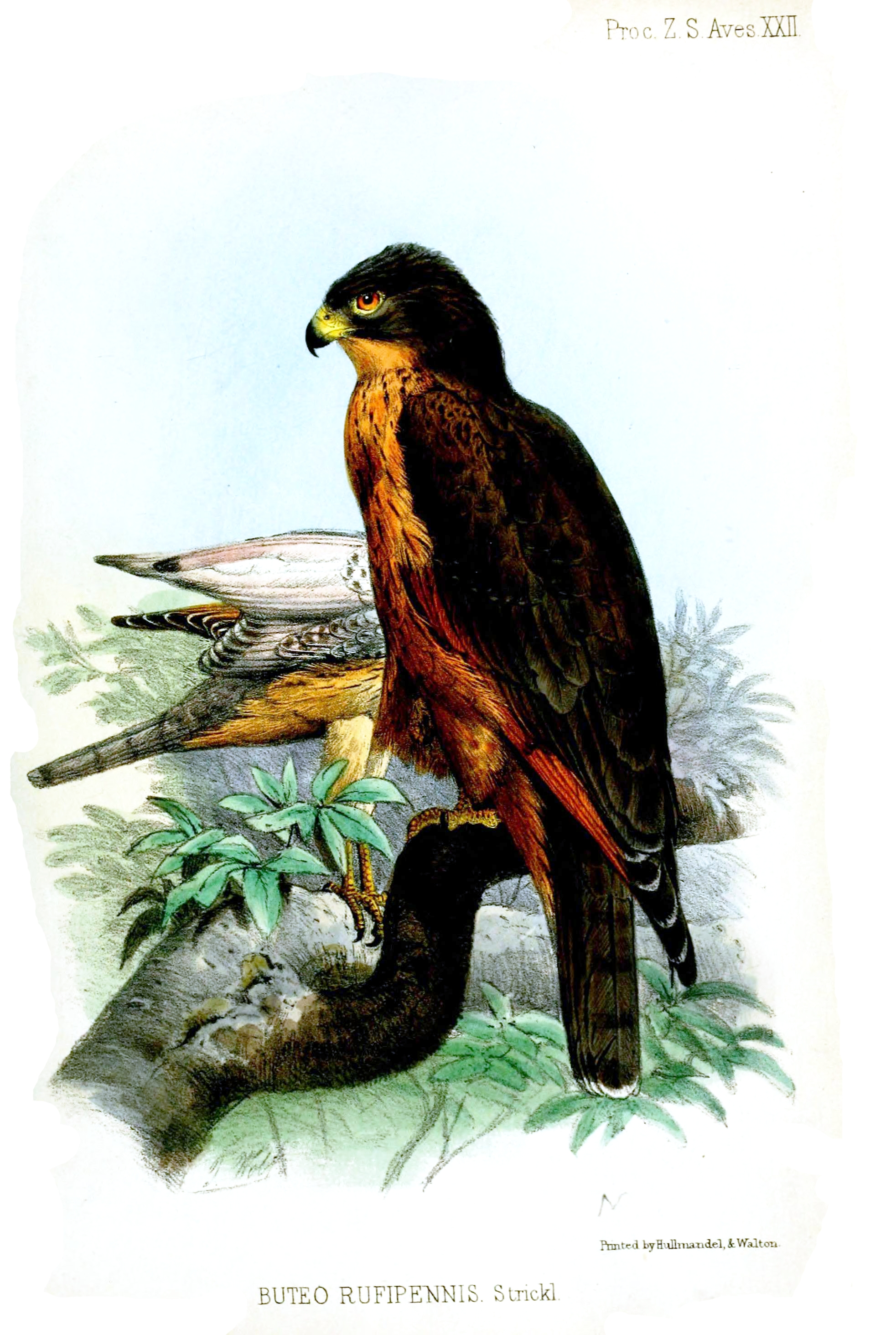
Buteo rufipennis

Es un migrante parcial que se desplaza a la zona sur de su área de distribución durante el invierno y al norte durante el verano (de abril a septiembre), coincidiendo con la época de lluvias y su período de cría. Se alimenta fundamentalmente de insectos, especialmente de langostas (de ahí su nombre en castellano), a los que captura en el suelo o tras una corta persecución en vuelo.  
Su hábitat son los grandes espacios abiertos, áreas semidesérticas, sabanas, zonas de monte bajo y praderas; desde el nivel del mar y hasta los 1200 m de altitud. Es una especie común en su área de distribución y localmente abundante, aunque su número parece estar en regresión debido al sobrepatoreo y la sequía.